# Llista de ciutats de Belarús

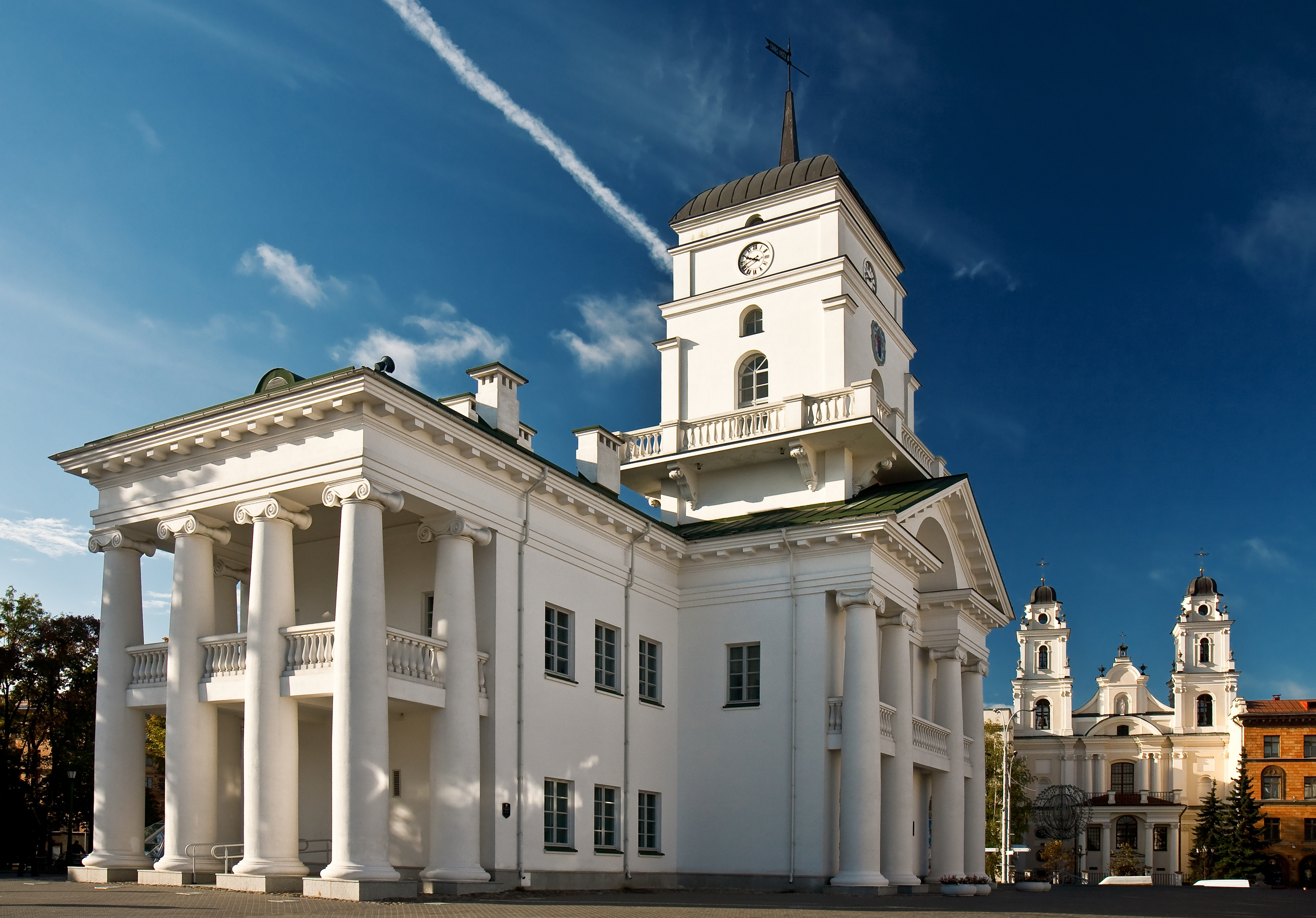
Minsk, Edifici de l'ajuntament

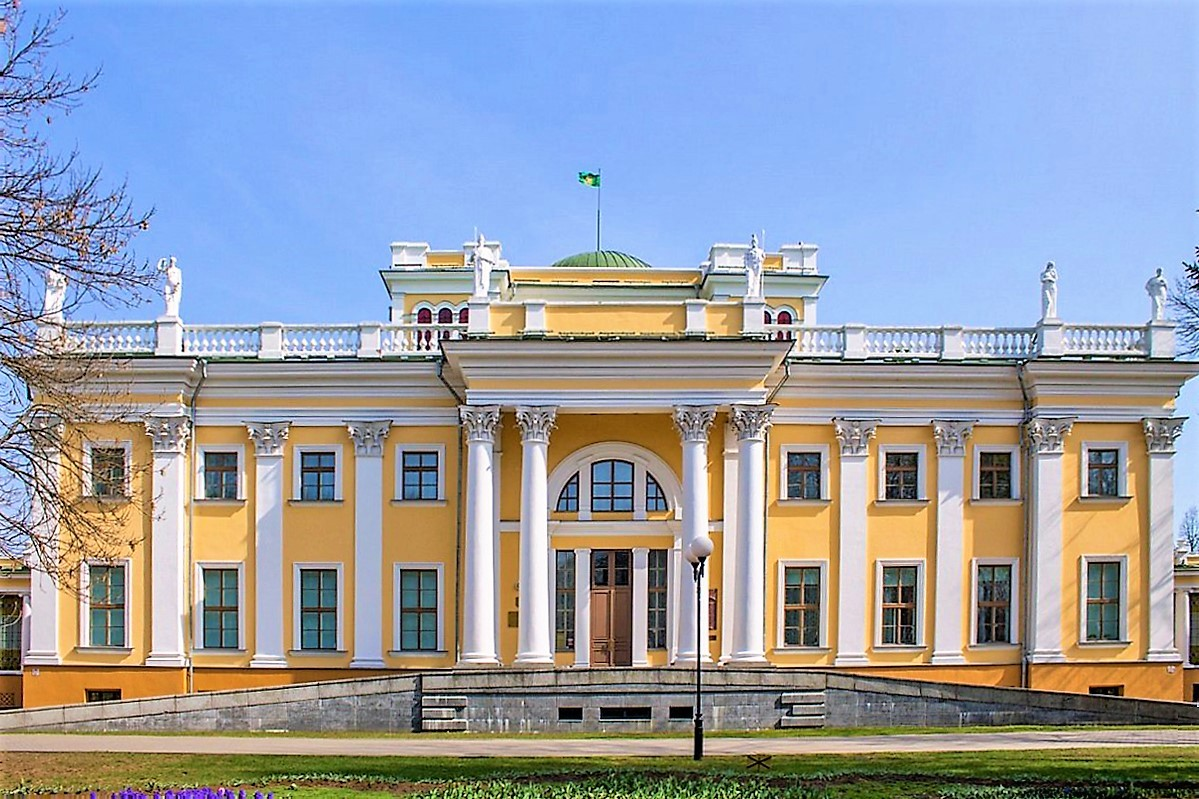
Hómiel, Residència Rumiàntsev-Paskèvitx

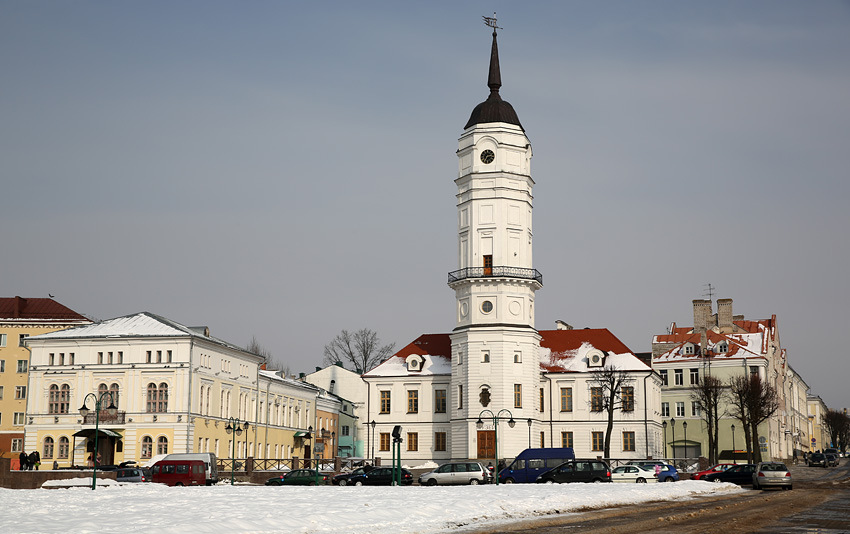
Mahiliou, Edifici de l'Ajuntament

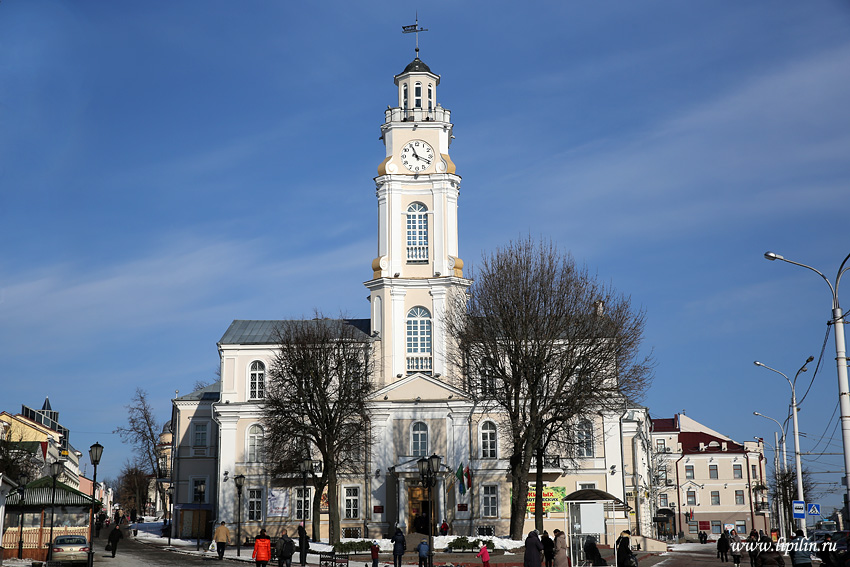
Vítsiebsk, Ajuntament

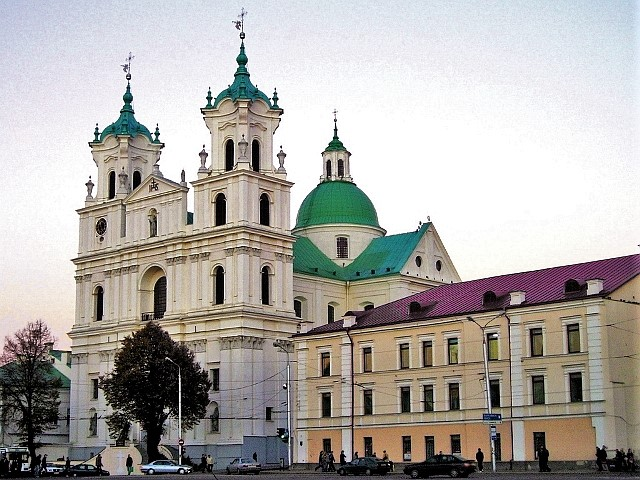
Hrodna, Catedral de Sant Francesc Xavier

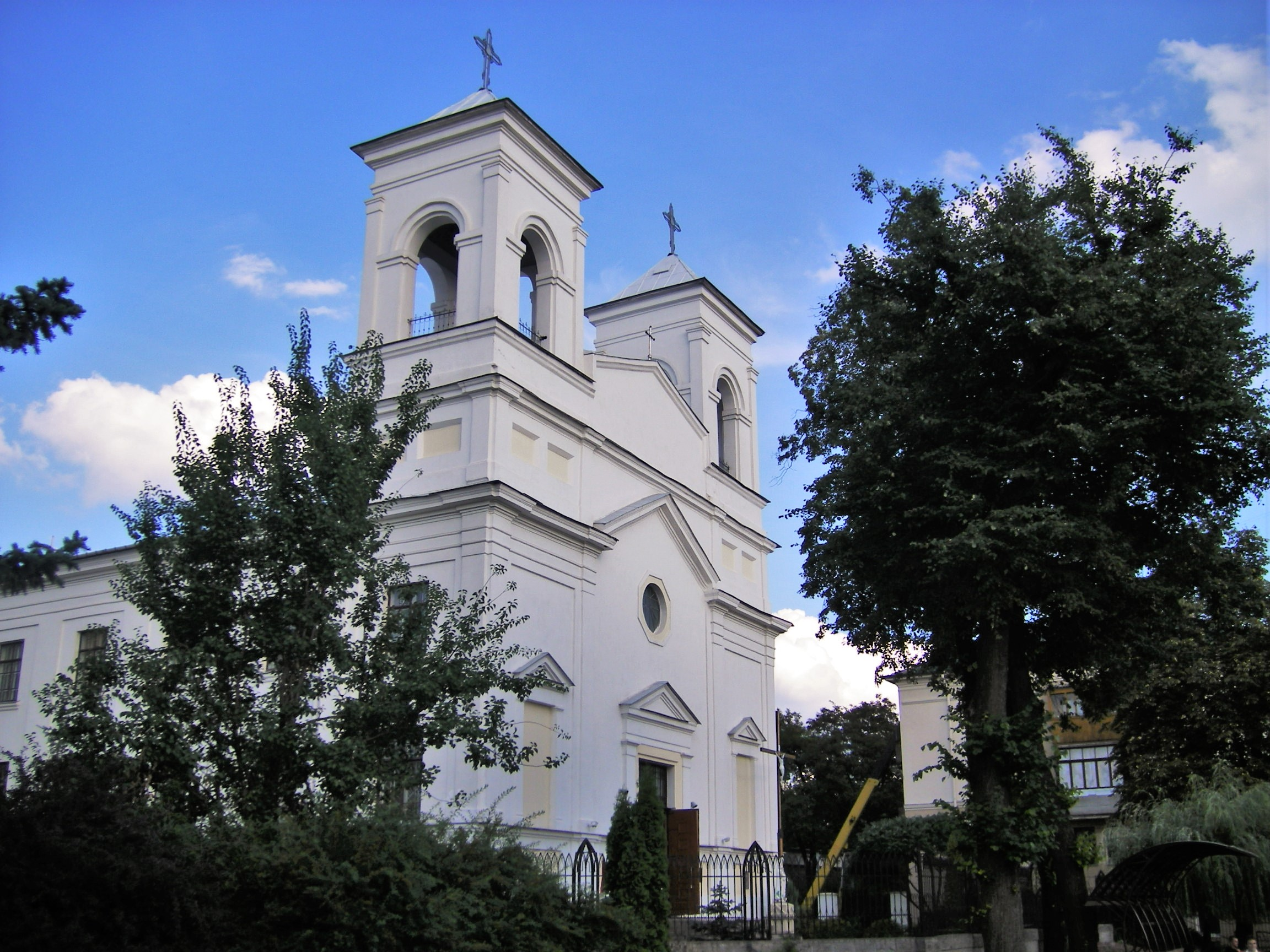
Brest, Església de l'Exaltació de la Santa Creu

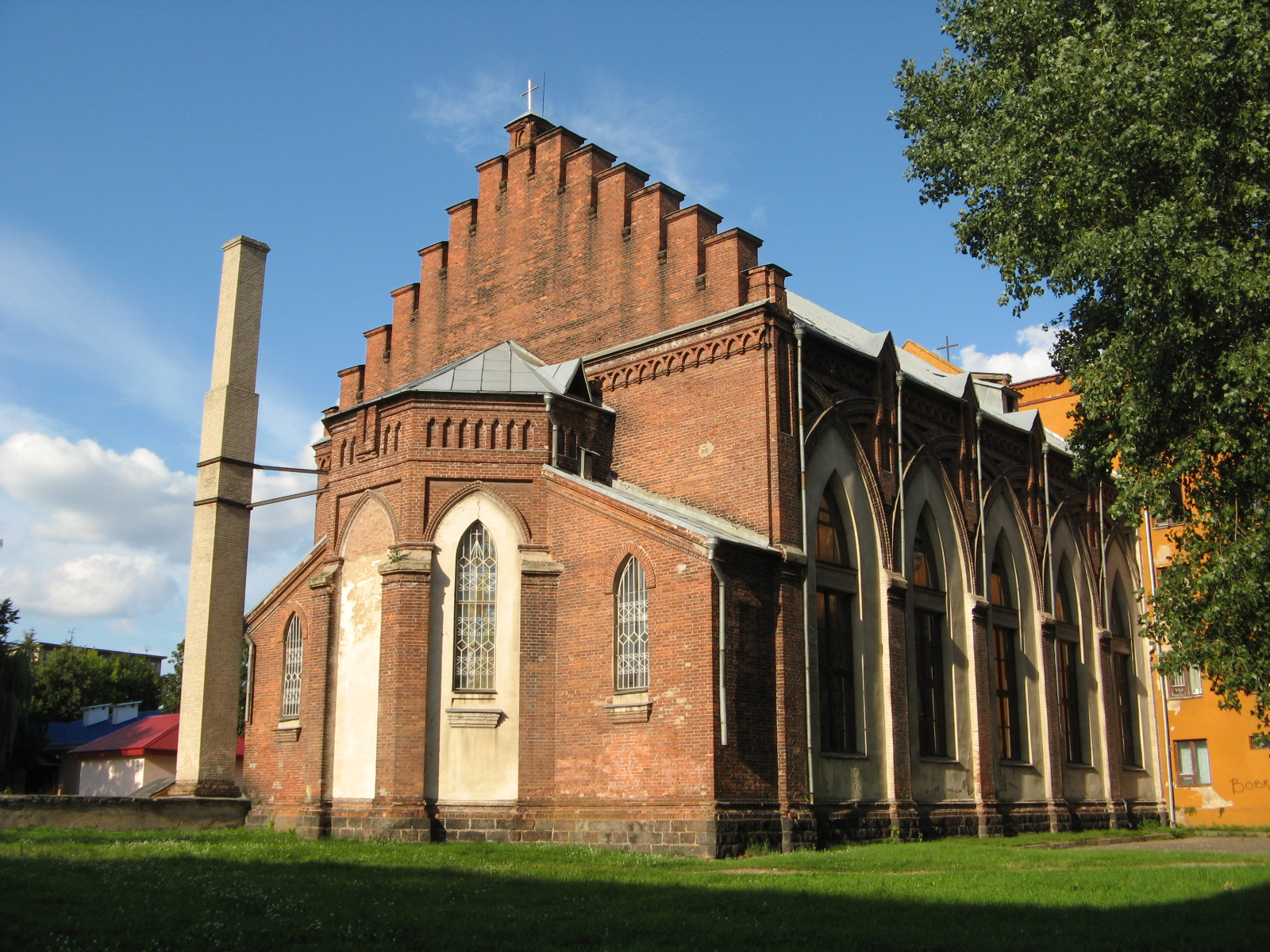
Babruisk, Església de la Immaculada Concepció de la Verge Maria

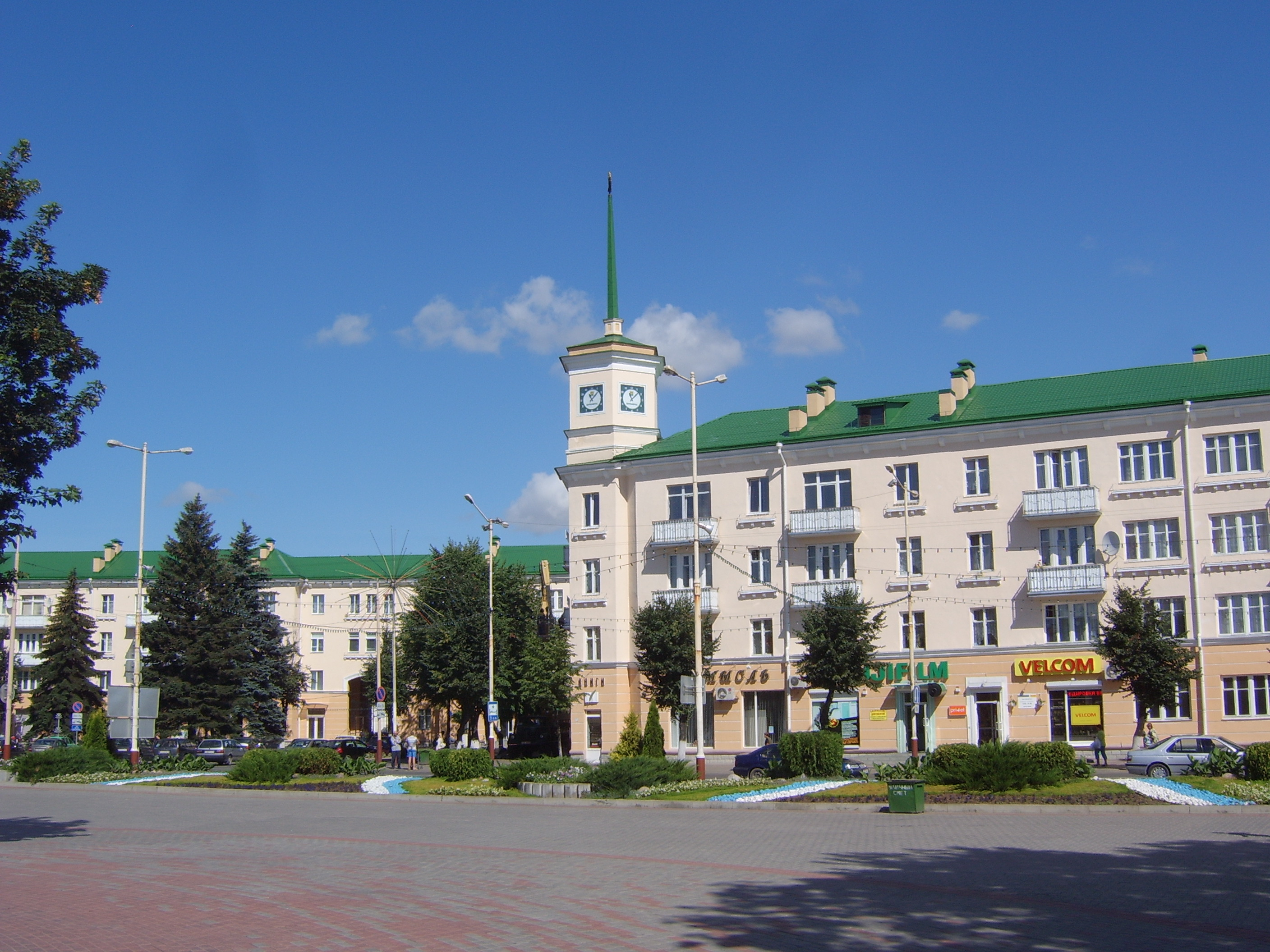
Barànavitxi, Plaça Lenin

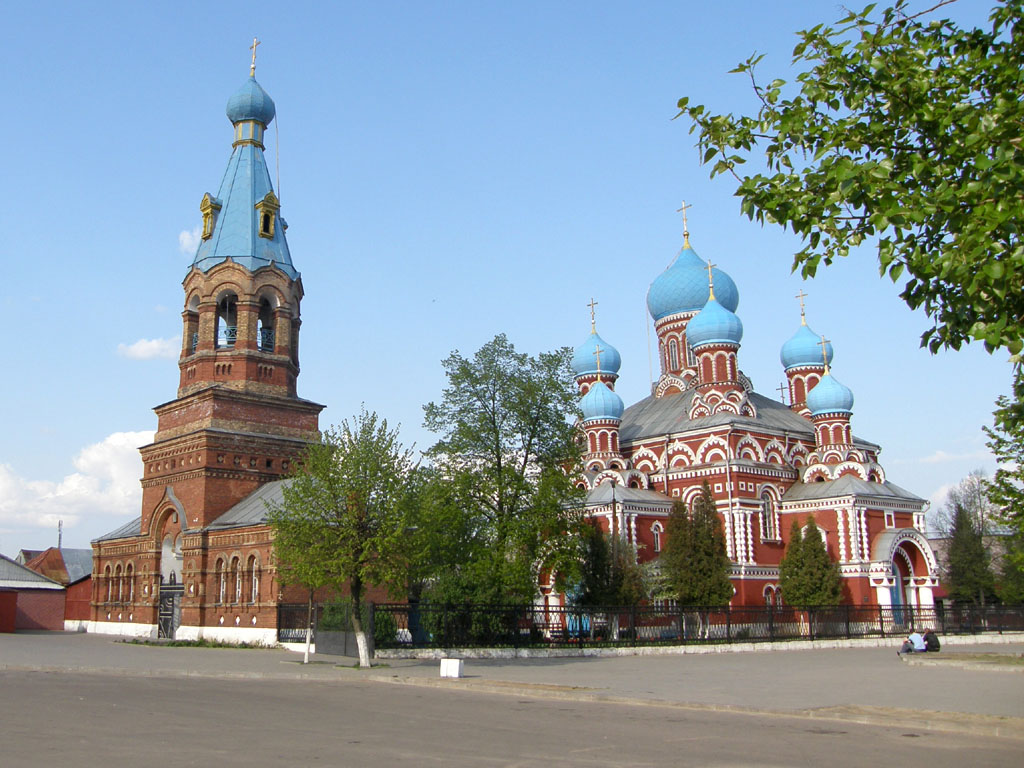
Baríssau, Església de la Resurrecció de Crist

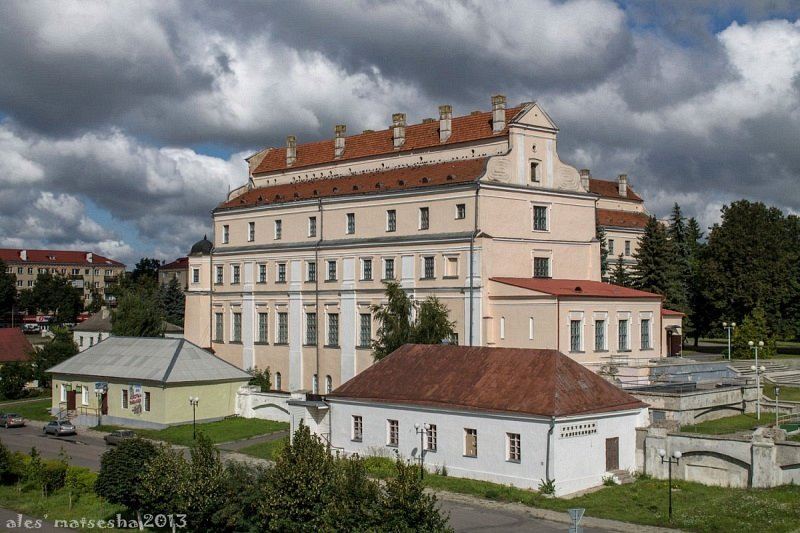
Pinsk, collegium jesuïta

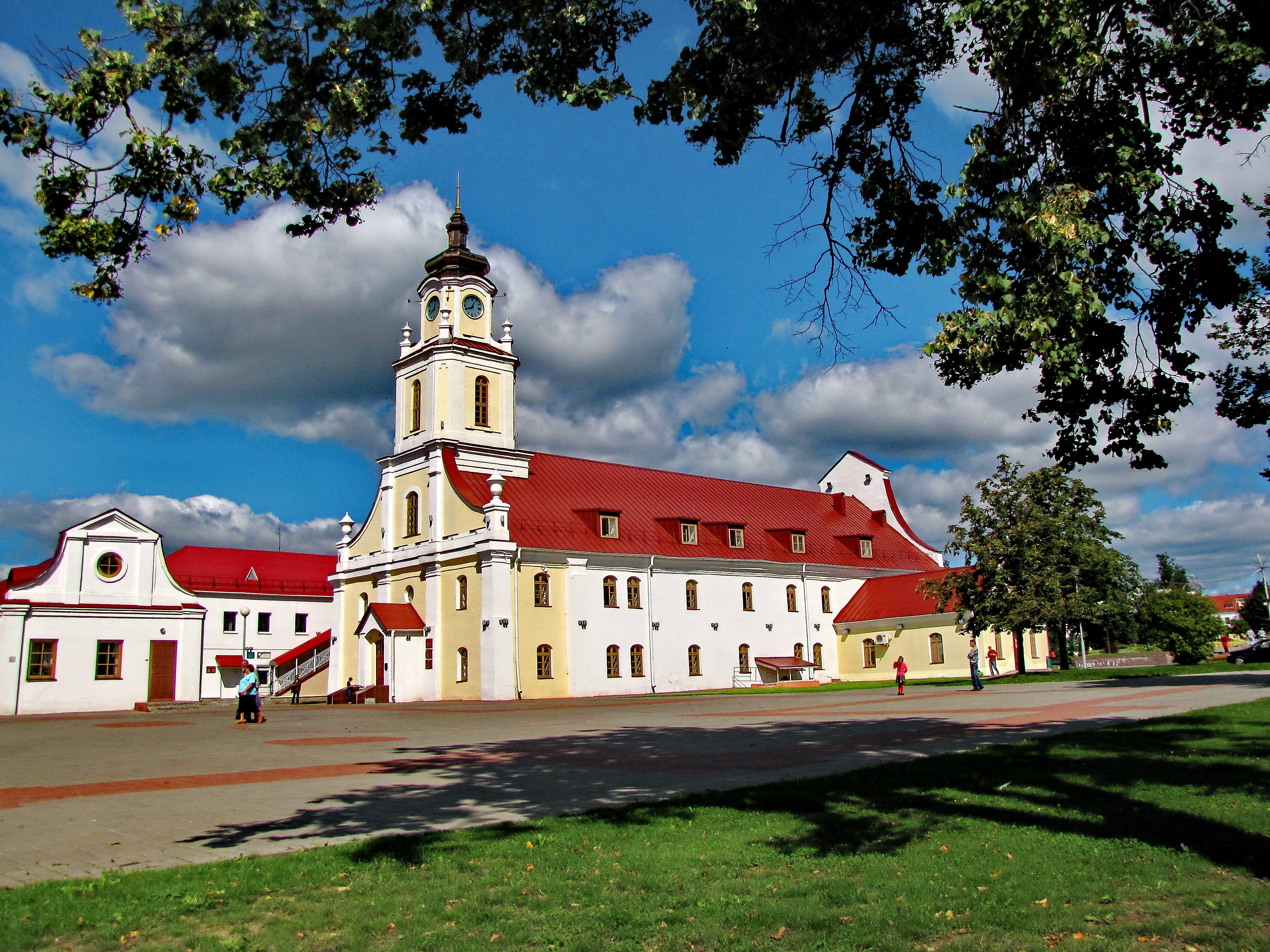
Orxa, antic claustre jesuïta

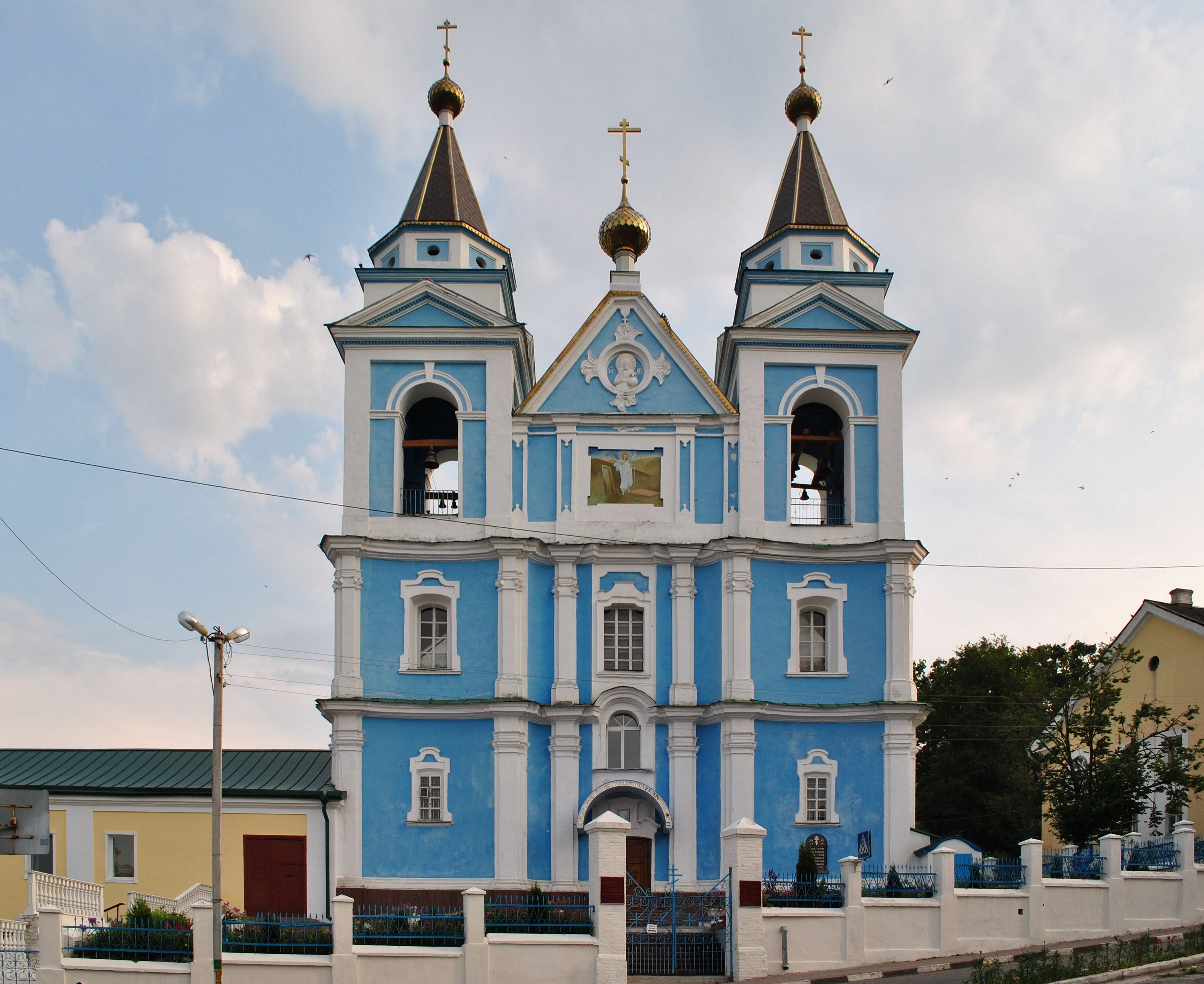
Mazir, Catedral de l'Arcàngel Miquel

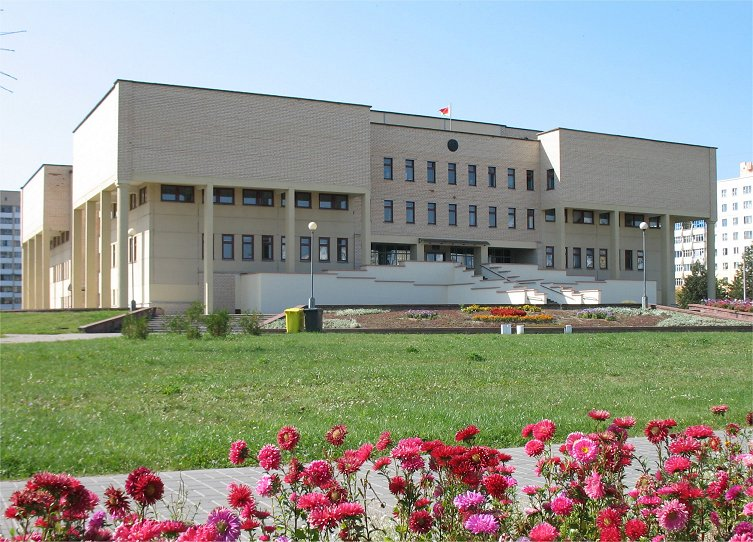
Salihorsk, Edifici d'Administració

Aquesta és una llista de ciutats de Belarús. Ni el belarús ni el rus tenen paraules equivalents al català "ciutat" o "poble". La paraula horad(belarús: горад: горад, rus: город és utilitzada per ambdós. Però les lleis belarusses proporcionen tres nivells de jerarquia.

## Descripció
Segons la Llei de 5 de maig de 1998, les categories de les localitats urbanes més desenvolupades a Belarús són les següents:
- Minsk — capital;
- Ciutat de subordinació a la voblasć (belarús: горад абласнога падпарадкавання, rus: город областного подчинения) — localitat urbana amb una població de no pas menys de 50,000 persones; té el seu cos propi òrgan d'autogovern, conegut com a Consell de Diputats (belarús: Савет дэпутатаў, rus: совет депутатов) i un comitè executiu (belarús: выканаўчы камітэт, rus: исполнительный комитет) del mateix nivell que els dels raions (belarús: раён).

- Ciutat de subordinació al raion (belarús: горад раённага падпарадкавання, rus: город районного подчинения) — localitat urbana amb població de més de 6.000 persones; pot tenir el seu propi cos d'autogovern (belarús: Савет дэпутатаў, rus: совет депутатов) i un comitè executiu (belarús: выканаўчы камітэт, rus: исполнительный комитет), que són del mateix nivell dels consells rurals i dels haradski passiolak (belarús: гарадскі пасёлак, rus: городской посёлок) (un tipus de localitat urbana més petita).

Aquesta divisió va ser heretada per la República contemporània de Bielarús de la BSSR i introduïda el 1938.
A principis del 2010, 112 assentaments urbans tenien l'estatus de ciutat/ poble. Entre ells:
- 12 ciutats de subordinació a la voblasć;
- 99 ciutats de subordinació al raion;
- Minsk — la capital del país.

## Llista
| Rang                   | Belarús (BGN/PCGN Arxivat 2007-12-19 a Wayback Machine.) | Rus (BGN/PCGN Arxivat 2012-06-19 a Wayback Machine.) | Estatut | Obtingut                                                     | Fundació   | Població (2010) |
| ---------------------- | -------------------------------------------------------- | ---------------------------------------------------- | ------- | ------------------------------------------------------------ | ---------- | --------------- |
| Província de Minsk     |                                                          |                                                      |         |                                                              |            |                 |
| 1                      | Minsk (Мінск, Minsk)                                     | Minsk (Минск)                                        | Capital | 27 de setembre de 1938                                       | 1067       | 1.834.200       |
| 2                      | Baríssau (Барысаў, Barysaŭ)                              | Boríssov (Борисов)                                   | Raion   | 27 de setembre del 1938                                      | 1102       | 147.100         |
| 3                      | Salihorsk (Салігорск, Salihorsk)                         | Soligorsk (Солигорск)                                | Raion   | 7 de març del 1963                                           | 1959       | 102.300         |
| 4                      | Maladzietxna (Маладзечна, Maladziečna)                   | Molodetxno (Молодечно)                               | Raion   | 20 de setembre de 1944                                       | 1388       | 94.200          |
| 5                      | Jòdzina (Жодзіна, Žodzina)                               | Jódino (Жодино)                                      | Voblasć | 7 de març de 1963                                            | 1643       | 61.800          |
| 6                      | Slutsk (Слуцк, Sluck)                                    | Slutsk (Слуцк)                                       | Raion   | 27 de setembre de 1938                                       | 1116       | 61.400          |
| 7                      | Vilieika (Вілейка, Viliejka)                             | Vileika (Вилейка)                                    | Raion   | 15 de gener de 1940                                          | 1460       | 26.800          |
| 8                      | Dziarjinsk (Дзяржынск, Dziaržynsk)                       | Dzerjinsk (Дзержинск)                                | Raion   | 27 de setembre de 1938                                       | segle XI   | 25.200          |
| 9                      | Màrina Horka (Мар'іна Горка, Marjina Horka)              | Màrina Gorka (Марьина Горка)                         | Raion   | 22 de juliol de 1955                                         | segle XVI  | 21.400          |
| 10                     | Stoubtsi (Стоўбцы, Stoŭbcy)                              | Stolbtsi (Столбцы)                                   | Raion   | 15 de gener de 1940                                          | 1511       | 15.400          |
| 11                     | Smaliavitxi (Смалявічы, Smaliavičy)                      | Smolevitxi (Смолевичи)                               | Raion   | 7 de març de 1968                                            | 1448       | 15.100          |
| 12                     | Zaslàuie (Заслаўе, Zaslaŭje)                             | Zaslavl (Заславль)                                   | Raion   | 14 d'agost de 1985 Arxivat 2019-06-12 a Wayback Machine.     | 985        | 14.200          |
| 13                     | Niasvij (Нясвіж, Niasviž)                                | Nesvij (Несвиж)                                      | Raion   | 15 de gener de 1940                                          | 1223       | 14.100          |
| 14                     | Fànipal (Фаніпаль, Fanipaĺ)                              | Fànipol (Фаниполь)                                   | Raion   | 10 de març de 1999                                           | 1856       | 12.700          |
| 15                     | Bierazinò (Беразіно, Bierazino)                          | Berezinó (Березино)                                  | Raion   | 7 de març de 1968                                            | 1501       | 12.000          |
| 16                     | Liuban (Любань, Liubań)                                  | Liuban (Любань)                                      | Raion   | 7 de març de 1968                                            | 1566       | 11.300          |
| 17                     | Staria Darohi (Старыя Дарогі, Staryja Darohi)            | Starie Dorogi (Старые Дороги)                        | Raion   | 27 de setembre de 1938                                       | 1524       | 11.000          |
| 18                     | Klietsk (Клецк, Klieck)                                  | Kletsk (Клецк)                                       | Raion   | 15 de gener de 1940                                          | 1127       | 10.800          |
| 19                     | Lahoisk (Лагойск, Lahojsk)                               | Logoisk (Логойск)                                    | Raion   | 28 de maig de 1998Arxivat 2012-03-30 a Wayback Machine.      | 1078       | 10.800          |
| 20                     | Valojin (Валожын, Valožyn)                               | Volojin (Воложин)                                    | Raion   | 15 de gener de 1940                                          | segle XIV  | 10.600          |
| 21                     | Txervien (Чэрвень, Červień)                              | Txerven (Червень)                                    | Raion   | 27 de setembre de 1938                                       | 1387       | 10.100          |
| 22                     | Kapil (Капыль, Kapyĺ)                                    | Kopil (Копыль)                                       | Raion   | abril, 29 1984 Arxivat 2019-06-11 a Wayback Machine.         | 1274       | 9.900           |
| 23                     | Uzdà (Узда, Uzda)                                        | Uzdà (Узда)                                          | Raion   | 10 de març de 1999                                           | 1450       | 9.700           |
| 24                     | Krupki (Крупкі, Krupki)                                  | Krupki (Крупки)                                      | Raion   | 7 de maig de 1991Arxivat 2012-03-30 a Wayback Machine.       | 1575       | 8.600           |
| 25                     | Miàdziel (Мядзел, Miadziel)                              | Miàdel (Мядель)                                      | Raion   | 18 de novembre de 1998Arxivat 2012-03-30 a Wayback Machine.  | 1324       | 7.000           |
| Província de Vítsiebsk |                                                          |                                                      |         |                                                              |            |                 |
| 1                      | Vítsiebsk (Віцебск, Viciebsk)                            | Vítebsk (Витебск)                                    | Voblasć | 27 de setembre de 1938                                       | 974        | 348.800         |
| 2                      | Orxa (Орша, Orša)                                        | Orxa (Орша)                                          | Voblasć | 27 de setembre de 1938                                       | 1067       | 117.200         |
| 3                      | Navapòlatsk (Наваполацк, Navapolack)                     | Novopólotsk (Новополоцк)                             | Voblasć | 14 de desembre de 1963                                       | 1958       | 98.200          |
| 4                      | Pòlatsk (Полацк, Polack)                                 | Pólotsk (Полоцк)                                     | Voblasć | 27 de setembre de 1938                                       | 862        | 82.800          |
| 5                      | Pastavi (Паставы, Pastavy)                               | Postavi (Поставы)                                    | Raion   | 15 de gener de 1940                                          | 1409       | 19.800          |
| 6                      | Hlibòkaie (Глыбокае, Hlybokaje)                          | Glubókoie (Глубокое)                                 | Raion   | 15 de gener de 1940                                          | 1514       | 18.200          |
| 7                      | Lièpiel (Лепель, Liepieĺ)                                | Lépel (Лепель)                                       | Raion   | 27 de setembre de 1938                                       | 1439       | 17.400          |
| 8                      | Novalukoml (Новалукомль, Novalukomĺ)                     | Novolukoml (Новолукомль)                             | Raion   | 31 de juliol de 1970                                         | 1964       | 13.800          |
| 9                      | Haradok (Гарадок, Haradok)                               | Gorodok (Городок)                                    | Raion   | 27 de setembre de 1938                                       | segle XIII | 12.900          |
| 10                     | Baran (Барань, Barań)                                    | Baran (Барань)                                       | Raion   | 17 de maig de 1972                                           | 1598       | 11.600          |
| 11                     | Talatxín (Талачын, Talačyn)                              | Tolotxin (Толочин)                                   | Raion   | 22 de juliol de 1955                                         | 1433       | 10.200          |
| 12                     | Bràslau (Браслаў, Braslaŭ)                               | Bràslav (Браслав)                                    | Raion   | 1940                                                         | 1065       | 9.500           |
| 13                     | Txàxniki (Чашнікі, Čašniki)                              | Txàxniki (Чашники)                                   | Raion   | 31 d'agost de 1962                                           | 1504       | 9.200           |
| 14                     | Miori (Міёры, Mijory)                                    | Miori (Миоры)                                        | Raion   | 7 de gener de 1972 Arxivat 2019-06-10 a Wayback Machine.     | 1514       | 8.100           |
| 15                     | Dubrouna (Дуброўна, Dubroŭna)                            | Dubrovno (Дубровно)                                  | Raion   | 27 de setembre de 1938                                       | 1773       | 8.000           |
| 16                     | Siannò (Сянно, Sianno)                                   | Sennó (Сенно)                                        | Raion   | 27 de setembre de 1938                                       | 1442       | 8.000           |
| 17                     | Vierhniadzvinsk (Верхнядзвінск, Vierchniadzvinsk)        | Verkhnedvinsk (Верхнедвинск)                         | Raion   | 27 de setembre de 1938                                       | 1386       | 7.300           |
| 18                     | Dòkxitsi (Докшыцы, Dokšycy)                              | Dókxitsi (Докшицы)                                   | Raion   | 15 de gener de 1940                                          | 1407       | 6.600           |
| 19                     | Dzisnà (Дзісна, Dzisna)                                  | Disnà (Дисна)                                        | Raion   | 15 de gener de 1940                                          | 1461       | 2.000           |
| Província de Mahiliou  |                                                          |                                                      |         |                                                              |            |                 |
| 1                      | Mahiliou (Магілёў, Mahilioŭ)                             | Moguilev (Могилёв)                                   | Voblasć | 27 de setembre de 1938                                       | 1267       | 354.000         |
| 2                      | Babruisk (Бабруйск, Babrujsk)                            | Bobruisk (Бобруйск)                                  | Voblasć | 27 de setembre de 1938                                       | 1387       | 215.100         |
| 3                      | Horki (Горкі, Horki)                                     | Gorki (Горки)                                        | Raion   | 27 de setembre de 1938                                       | 1544       | 32.600          |
| 4                      | Assipòvitxi (Асіповічы, Asipovičy)                       | Ossipóvitxi (Осиповичи)                              | Raion   | 27 de setembre de 1938                                       | 1872       | 32.400          |
| 5                      | Krítxau (Крычаў, Kryčaŭ)                                 | Krítxev (Кричев)                                     | Raion   | 27 de setembre de 1938                                       | 1136       | 27.100          |
| 6                      | Bíkhau (Быхаў, Bychaŭ)                                   | Bíkhov (Быхов)                                       | Raion   | 27 de setembre de 1938                                       | 1430       | 17.000          |
| 7                      | Klímavitxi (Клімавічы, Klimavičy)                        | Klímovitxi (Климовичи)                               | Raion   | 27 de setembre de 1938                                       | 1581       | 17.000          |
| 8                      | Xklou (Шклоў, Škloŭ)                                     | Xklov (Шклов)                                        | Raion   | 27 de setembre de 1938                                       | 1535       | 16.400          |
| 9                      | Kastsiukòvitxi (Касцюковічы, Kasciukovičy)               | Kostiukóvitxi (Костюковичи)                          | Raion   | 27 de setembre de 1938                                       | segle XVI  | 15.900          |
| 10                     | Mstsislau (Мсціслаў, Mscislaŭ)                           | Mstislavl (Мстиславль)                               | Raion   | 27 de setembre de 1938                                       | 1135       | 10.700          |
| 11                     | Txàvussi (Чавусы, Čavusy)                                | Txaussi (Чаусы)                                      | Raion   | 27 de setembre de 1938                                       | segle XVI  | 10.600          |
| segle XV               | Kírausk (Кіраўск, Kiraŭsk)                               | Kírovsk (Кировск)                                    | Raion   | 4 de juny de 2001                                            | segle XIX  | 8.800           |
| 13                     | Txèrikau (Чэрыкаў, Čerykaŭ)                              | Txérikov (Чериков)                                   | Raion   | 27 de setembre de 1938                                       | 1604       | 8.200           |
| 14                     | Slàuharad (Слаўгарад, Slaŭharad)                         | Slàvgorod (Славгород)                                | Raion   | 23 de maig de 1945                                           | 1136       | 7.900           |
| 15                     | Klitxau (Клічаў, Kličaŭ)                                 | Klítxev (Кличев)                                     | Raion   | 11 de setembre del 2000Arxivat 2012-03-30 a Wayback Machine. | 1592       | 7.500           |
| Província de Hòmiel    |                                                          |                                                      |         |                                                              |            |                 |
| 1                      | Hòmiel (Гомель, Homieĺ)                                  | Gómel (Гомель)                                       | Voblasć | 27 de setembre de 1938                                       | 1142       | 484.300         |
| 2                      | Mazir (Мазыр, Mazyr)                                     | Mózir (Мозырь)                                       | Raion   | 27 de setembre de 1938                                       | 1155       | 108.800         |
| 3                      | Jlobin (Жлобін, Žlobin)                                  | Jlobin (Жлобин)                                      | Raion   | 27 de setembre de 1938                                       | 1492       | 75.700          |
| 4                      | Svietlahorsk (Светлагорск, Svietlahorsk)                 | Svetlogorsk (Светлогорск)                            | Raion   | 29 de juny de 1961                                           | 1560       | 69.900          |
| 5                      | Rètxitsa (Рэчыца, Rečyca)                                | Rétxitsa (Речица)                                    | Raion   | 27 de setembre de 1938                                       | 1213       | 64.600          |
| 6                      | Kalínkavitxi (Калінкавічы, Kalinkavičy)                  | Kalínkovitxi (Калинковичи)                           | Raion   | 27 de setembre de 1938                                       | 1560       | 38.400          |
| 7                      | Rahatxov (Рагачоў, Rahačoŭ)                              | Rogatxev (Рогачёв)                                   | Raion   | 27 de setembre de 1938                                       | 1560       | 38.400          |
| 8                      | Dòbruix (Добруш, Dobruš)                                 | Dóbruix (Добруш)                                     | Raion   | 27 de setembre de 1938                                       | 1335       | 18.300          |
| 9                      | Jítkavitxi (Жыткавічы, Žytkavičy)                        | Jítkovitxi (Житковичи)                               | Raion   | 19 de novembre de 1971                                       | 1500       | 15.900          |
| 10                     | Khòiniki (Хойнікі, Chojniki)                             | Khòiniki (Хойники)                                   | Raion   | 10 de novembre de 1967                                       | 1512       | 13.800          |
| 11                     | Piètrikau (Петрыкаў, Pietrykaŭ)                          | Pétrikov (Петриков)                                  | Raion   | 27 de setembre de 1938                                       | 1523       | 10.500          |
| 12                     | Ielsk (Ельск, Jeĺsk)                                     | Ielsk (Ельск)                                        | Raion   | 5 de juliol de 1971                                          | segle XVI  | 9.700           |
| 13                     | Buda-Kaixaliova (Буда-Кашалёва, Buda-Kašaliova)          | Buda-Koixelevo (Буда-Кошелёво)                       | Raion   | 31 de desembre de 1971                                       | 1824       | 9.000           |
| 14                     | Naròulia (Нароўля, Naroŭlia)                             | Naròvlia (Наровля)                                   | Raion   | 3 de novembre de 1971                                        | 1406       | 8.100           |
| 15                     | Vietka (Ветка, Vietka)                                   | Vetka (Ветка)                                        | Raion   | 27 de setembre de 1938                                       | 1685       | 8.000           |
| 16                     | Txatxersk (Чачэрск, Čačersk)                             | Txetxersk (Чечерск)                                  | Raion   | 3 de novembre de 1971                                        | 1159       | 8.000           |
| 17                     | Vassilièvitxi (Васілевічы, Vasilievičy)                  | Vassilévitxi (Василевичи)                            | Raion   | 19 de novembre de 1971                                       | segle XVI  | 3.900           |
| 18                     | Túrau (Тураў, Turaŭ)                                     | Túrov (Туров)                                        | Raion   | 3 d'agost de 2004                                            | 980        | 2.900           |
| Província de Brest     |                                                          |                                                      |         |                                                              |            |                 |
| 1                      | Brest (Брэст, Brest)                                     | Brest (Брест)                                        | Voblasć | 15 de gener de 1940                                          | 1019       | 310.800         |
| 2                      | Barànavitxi (Баранавічы, Baranavičy)                     | Barànovitxi (Барановичи)                             | Voblasć | 15 de gener de 1940                                          | 1871       | 168.200         |
| 3                      | Pinsk (Пінск, Pinsk)                                     | Pinsk (Пинск)                                        | Voblasć | 15 de gener de 1940                                          | 1097       | 130.600         |
| 4                      | Kobrin (Кобрын, Kobryn)                                  | Kobrin (Кобрин)                                      | Raion   | 15 de gener de 1940                                          | 1287       | 51.200          |
| 5                      | Biaroza (Бяроза, Biaroza)                                | Berioza (Берёза)                                     | Raion   | 15 de gener de 1940                                          | 1477       | 29.400          |
| 6                      | Lúniniets (Лунінец, Luniniec)                            | Lúninets (Лунинец)                                   | Raion   | 15 de gener de 1940                                          | 1449       | 23.600          |
| 7                      | Ivatsèvitxi (Івацэвічы, Ivacevičy)                       | Ivatsévitxi (Ивацевичи)                              | Raion   | 28 de maig de 1966                                           | 1654       | 23.000          |
| 8                      | Prujani (Пружаны, Pružany)                               | Prujani (Пружаны)                                    | Raion   | 15 de gener de 1940                                          | 1487       | 19.000          |
| 9                      | Ivànava (Іванава, Ivanava)                               | Ivànovo (Иваново)                                    | Raion   | 11 de març de 1971                                           | 1423       | 16.100          |
| 10                     | Drahitxin (Драгічын, Drahičyn)                           | Droguitxin (Дрогичин)                                | Raion   | 10 de novembre de 1967                                       | 1452       | 14.600          |
| 11                     | Hàntsavitxi (Ганцавічы, Hancavičy)                       | Gàntsevitxi (Ганцевичи)                              | Raion   | 6 de desembre de 1973 Arxivat 2019-06-08 a Wayback Machine.  | 1898       | 13.900          |
| 12                     | Jàbinka (Жабінка, Žabinka)                               | Jàbinka (Жабинка)                                    | Raion   | 23 de desembre de 1970                                       | 1871       | 13.100          |
| 13                     | Mikaixèvitxi (Мікашэвічы, Mikaševičy)                    | Mikaixévitxi (Микашевичи)                            | Raion   | 5 de maig de 1998                                            | 1785       | 13.000          |
| 14                     | Bièlaaziorsk (Белаазёрск, Bielaaziorsk)                  | Bélooziersk (Белоозёрск)                             | Raion   | 16 de setembre de 1970                                       | 1958       | 12.500          |
| 15                     | Stolin (Столін, Stolin)                                  | Stolin (Столин)                                      | Raion   | 15 de gener de 1940                                          | 1555       | 12.400          |
| 16                     | Malarita (Маларыта, Malaryta)                            | Malorita (Малорита)                                  | Raion   | 23 de desembre de 1970                                       | 1566       | 11.700          |
| 17                     | Liàkhavitxi (Ляхавічы, Liachavičy)                       | Liàkhovitxi (Ляховичи)                               | Raion   | 15 de gener de 1940                                          | 1572       | 11.000          |
| 18                     | Kamianiets (Камянец, Kamianiec)                          | Kàmenets (Каменец)                                   | Raion   | 24 de juny de 1983 Arxivat 2015-05-01 a Wayback Machine.     | 1276       | 8.400           |
| 19                     | David-Haradok (Давыд-Гарадок, Davyd-Haradok)             | David-Gorodok (Давид-Городок)                        | Raion   | 15 de gener de 1940                                          | 1127       | 6.500           |
| 20                     | Vissòkaie (Высокае, Vysokaje)                            | Vissókoie (Высокое)                                  | Raion   | 15 de gener de 1940                                          | segle XIV  | 5.400           |
| 21                     | Kòssava (Косава, Kosava)                                 | Kóssovo (Коссово)                                    | Raion   | 15 de gener de 1940                                          | 1494       | 2.000           |
| Província de Hrodna    |                                                          |                                                      |         |                                                              |            |                 |
| 1                      | Hrodna (Гродна, Hrodna)                                  | Grodno (Гродно)                                      | Voblasć | 15 de gener de 1940                                          | 1127       | 328.000         |
| 2                      | Lida (Ліда, Lida)                                        | Lida (Лида)                                          | Raion   | 15 de gener de 1940                                          | 1323       | 97.600          |
| 3                      | Slònim (Слонім, Slonim)                                  | Slónim (Слоним)                                      | Raion   | 15 de gener de 1940                                          | 1252       | 48.800          |
| 4                      | Vaukavisk (Ваўкавыск, Vaŭkavysk)                         | Volkovisk (Волковыск)                                | Raion   | 15 de gener de 1940                                          | 1005       | 44.000          |
| 5                      | Smarhon (Смаргонь, Smarhoń)                              | Smorgon (Сморгонь)                                   | Raion   | 15 de gener de 1940                                          | 1503       | 36.200          |
| 6                      | Navahrúdak (Навагрудак, Navahrudak)                      | Novogrúdok (Новогрудок)                              | Raion   | 15 de gener de 1940                                          | 1212       | 29.200          |
| 7                      | Mastí (Масты, Masty)                                     | Mostí (Мосты)                                        | Raion   | 22 de juliol de 1955                                         | 1486       | 16.600          |
| 8                      | Sxutxin (Шчучын, Ščučyn)                                 | Sxutxin (Щучин)                                      | Raion   | 31 d'agost de 1962                                           | 1487       | 15.000          |
| 9                      | Aixmiani (Ашмяны, Ašmiany)                               | Oixmiani (Ошмяны)                                    | Raion   | 15 de gener de 1940                                          | 1341       | 14.800          |
| 10                     | Skídziel (Скідзель, Skidzieĺ)                            | Skídel (Скидель)                                     | Raion   | 30 de gener de 1974                                          | 1508       | 10.800          |
| 11                     | Biaròzauka (Бярозаўка, Biarozaŭka)                       | Beriézovka (Берёзовка)                               | Raion   | 21 de setembre de 1990Arxivat 2012-03-30 a Wayback Machine.  | segle XIX  | 10.800          |
| 12                     | Íuie (Іўе, Iŭje)                                         | Ívie (Ивье)                                          | Raion   | 12 de gener de 2000                                          | 1444       | 8.100           |
| 13                     | Dziàtlava (Дзятлава, Dziatlava)                          | Diàtlovo (Дятлово)                                   | Raion   | 21 de setembre de 1990Arxivat 2012-03-30 a Wayback Machine.  | 1498       | 7.800           |
| 14                     | Svíslatx (Свіслач, Svislač)                              | Svíslotx (Свислочь)                                  | Raion   | 11 de gener de 2000Arxivat 2012-03-30 a Wayback Machine.     | 1256       | 6.900           |